# Bubble Dizzy
Bubble Dizzy – komputerowa gra zręcznościowa  wyprodukowana przez The Oliver Twins i wydana przez Codemasters.
Rozgrywka polega na wydostaniu się na powierzchnię wody poprzez skakanie z bąbelka na bąbelek. Przeszkadzają w tym: limit tlenu, pękanie baniek i różne ryby,
które niszczą bąbelki. 